# 蠶桑站
蠶桑站（日语：／ Koguwa eki */?）是位於山形縣西置賜郡白鷹町，屬於山形鐵道的花長井線車站。

## 歷史
- 1922年（大正11年）12月11日：長井線長井至鮎貝之間開通，此站啟用。
- 1984年（昭和59年）3月19日：成為無人車站。
- 1987年（昭和62年）4月1日：伴隨國鐵分割民營化，車站由東日本旅客鐵道（JR東日本）營運[1]。
- 1988年（昭和63年）10月25日：山形鐵道接管長井線，成為山形鐵道花長井線車站。
- 1994年（平成6年）4月1日：車站大樓重建，結束簡易委託業務。

## 車站構造
本站是地面車站，設有1面1線的單式月台。此站曾設有2面2線的相對式月台，當時可進行列車交會。車站前後的路軌為S字形。在關閉一邊月台後，於下行月台遺跡上種植防雪林。另外，赤湯一方路軌設有分支的側線，該側線終端在車站大樓旁。車站進行翻新和周邊進行工程後，現時的側線變成為停車場，舊月台只留下部分遺蹟。

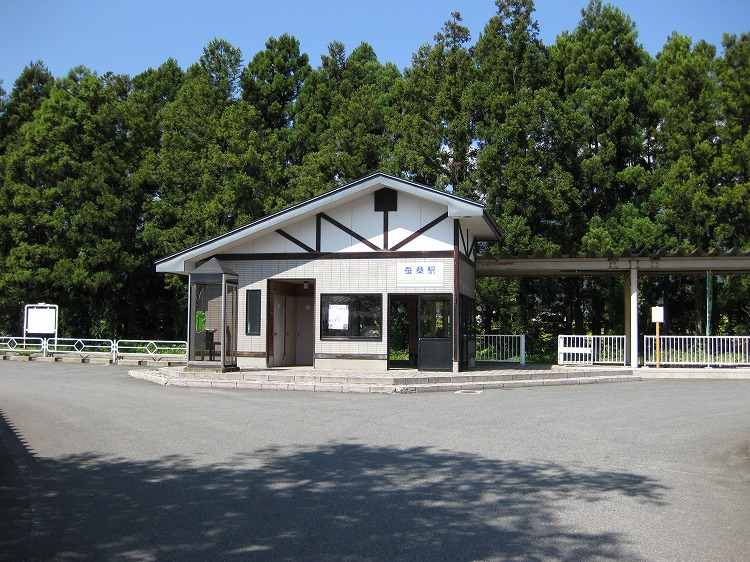
車站正面
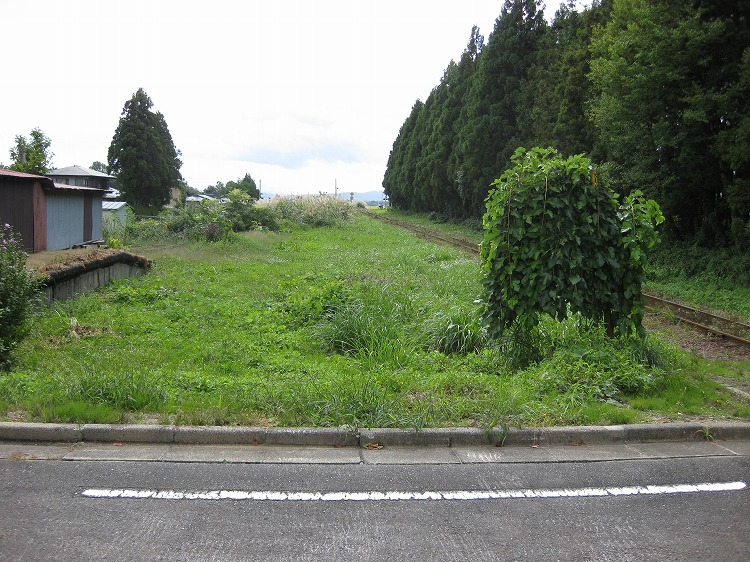
停車場旁的側線蹟
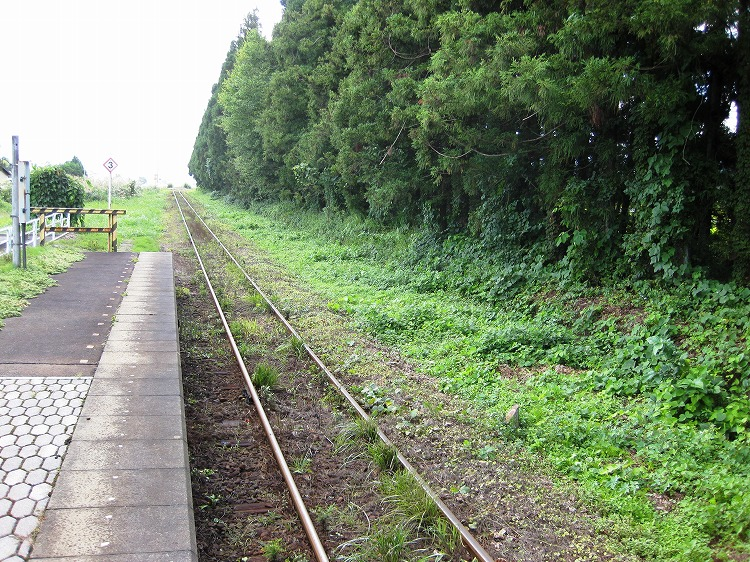
下行月台蹟上的防雪林

## 車站周邊
- 最上川
- 大鮎貝川
- 東高玉公民館
- 睦澄飛行場

## 使用狀況
以下為1日平均乘車人次變化
| 乘車人次變化 | 乘車人次變化      |
| 年度         | 一日平均 乘車人次 |
| ------------ | ----------------- |
| 1997         | 36                |
| 1998         | 35                |
| 1999         | 48                |
| 2000         | 47                |
| 2001         | 44                |
| 2002         | 44                |
| 2003         | 41                |
| 2004         | 42                |
| 2005         | 39                |
| 2006         | 37                |
| 2007         | 35                |
| 2008         | 34                |
| 2009         | 33                |
| 2010         | 33                |
| 2011         | 33                |
| 2012         | 32                |
| 2013         | 29                |
| 2014         | 28                |
| 2015         | 27                |
| 2016         | 26                |
| 2017         | 26                |

## 蠶桑紬公園
在1994年（平成6年）4月1日，當地白鷹町把車站大樓翻新和車站周邊進行了工程，同時建設了「蠶桑紬公園」。在公園內設有蠶桑站、遊樂場、雪舟町公民館、室內運動場和停車場。在公園入口保存了一對曾經跨越大鮎貝川的鮎貝澤橋（山形縣道9號長井大江線）舊橋橋柱。

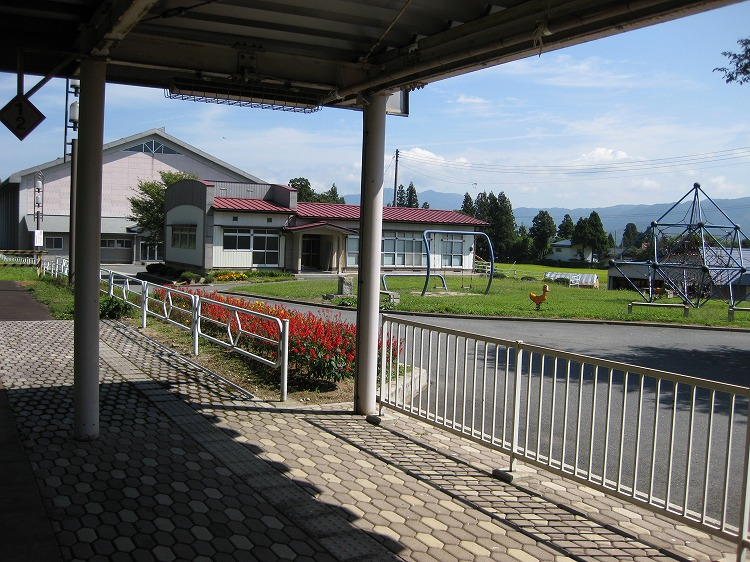
遊樂場、雪舟町公民館和室內運動場
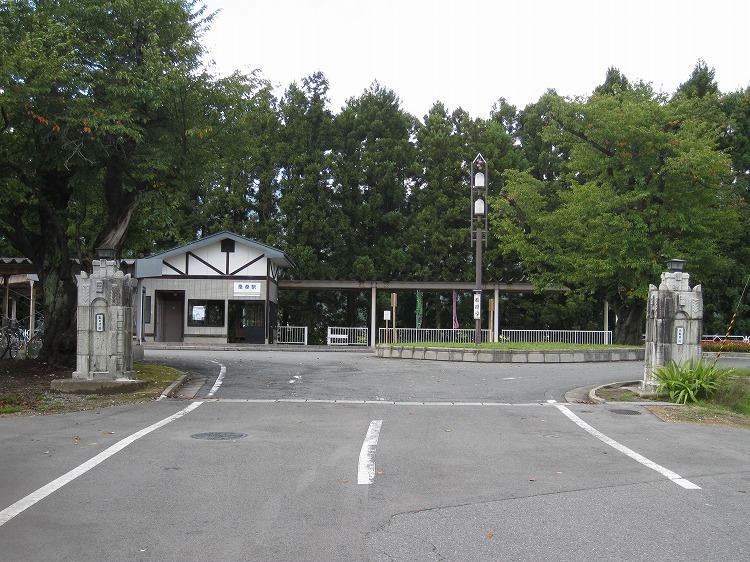
公園入口保存的舊鮎貝澤橋橋柱

## 相鄰車站
山形鐵道
花長井線
白兔－蠶桑－鮎貝

## 注腳
1. ↑  『交通年鑑 昭和63年版』 交通協力會，1988年3月。
2. ↑  山形縣統計年鑑